# Bumps Myers
Hubert Maxwell „Bumps“ Myers (* 22. August 1912 in Clarksburg (West Virginia); † 9. April 1968 in Los Angeles) war ein US-amerikanischer Saxophonist des Rhythm & Blues und Swing, der vorwiegend in der Musikszene von Los Angeles arbeitete.

## Leben und Wirken
Myers, der als Tenorsaxophonist von Coleman Hawkins beeinflusst war (und daneben auch Alt- und Baritonsaxophon spielte), wuchs in Kalifornien auf und begann seine Musikerkarriere im Raum Los Angeles u. a. bei Curtis Mosby and His Dixieland Blue Blowers, mit dem 1927 er erstmals aufnahm. 1929 spielte er in Seattle bei Earl Whaley; in den 1930er-Jahren bei Buck Clayton (1934–36) und Teddy Weatherford, mit denen er auf Tourneen ging. Von 1934 bis 1936 lebte er in Shanghai, wo er mit Weatherfords Band und Buck Clayton im Canidrome arbeitete; nach seiner Rückkehr in die Vereinigten Staaten spielte er 1937 in Los Angeles mit Lionel Hampton und Les Hite. 1941/42 gehörte er der kurzlebigen Band von Lee und Lester Young an; 1942 und erneut 1945  arbeitete er bei Jimmie Lunceford und 1943–48 in der Bigband von Benny Carter. Mitte der 1940er-Jahre trat er mehrmals mit Jazz at the Philharmonic auf; 1945 nahm er mit Sid Catlett auf. 1947 spielte er bei Benny Goodman und wirkte bei T-Bone Walkers Hit „Call It Stormy Monday (But Tuesday Is Just As Bad)“ mit. Unter eigenem Namen (u. a. unter Bumps Myers & His Frantic Five) spielte er 1949 mehrere Titel wie „I’m Clappin’ and Shoutin’“ für die Label Selective, Blu und RPM ein.
In den 1950er-Jahren arbeitete Myers als Studiomusiker (u. a. für Jingles); 1952–54 spielte er mit Red Callender, 1958 bei Harry Belafonte. Nach Tourneen mit Horace Henderson 1961–62 zog sich Myers krankheitsbedingt aus dem Musikgeschäft zurück. Im Bereich des Swing und Jazz war er von 1927 bis 1960 an 90 Aufnahmesessions beteiligt, u. a. mit Irving Ashby, Kay Starr, Lee Richardson, Ernestine Anderson, Freddie Slack, Mel Powell, Dan Grissom, Fletcher Henderson, Russell Jacquet, Louis Bellson und zuletzt bei Maxwell Davis. Im Bereich des R&B ist er auch auf Aufnahmen von T-Bone Walker (First Love Blues/T-Bone Shuffle), George Vann, Amos Milburn, Jimmy Witherspoon, Helen Humes, Percy Mayfield, Tony Allen und B. B. King zu hören.

## Lexikalischer Eintrag
- Leonard Feather, Ira Gitler: The Biographical Encyclopedia of Jazz. Oxford University Press, New York 1999, ISBN 0-19-532000-X.